# 礒﨑敦仁
礒﨑 敦仁（いそざき あつひと、1975年 - ）は、日本の政治学者。専門は北朝鮮政治。慶應義塾大学法学部教授。

## 著書

### 単著
- 『北朝鮮と観光』（毎日新聞出版、2019年）

### 共著
- （澤田克己）『LIVE講義 北朝鮮入門』（東洋経済新報社、2010年）
- （澤田克己）『新版 北朝鮮入門――金正恩体制の政治・経済・社会・国際関係』（東洋経済新報社、2017年）
- （澤田克己）『最新版 北朝鮮入門――金正恩時代の政治・経済・社会・国際関係』（東洋経済新報社、2024年）

### 共編著
- （小此木政夫）『北朝鮮と人間の安全保障』（慶應義塾大学出版会、 2009年）
- （藤井新著）（平岩俊司）（鐸木昌之）（坂井隆）『北朝鮮の法秩序――その成立と変容』 (ゆにっとアカデミア、2014年)